# Не сработало
«Не сработало» или «Мы Прогорели» (англ. WeCrashed) — американский телесериал с Джаредом Лето и Энн Хэтэуэй в главных ролях, премьера которого состоялась 18 марта 2022 года на стриминговом сервисе Apple TV. Получил неоднозначные отзывы критиков.

## Сюжет
Герои шоу — работники крупной риэлтерской компании WeWork. Они хотят изменить мир, но сталкиваются с суровой реальностью.

## В ролях
- Джаред Лето — Адам Нейман
- Энн Хэтэуэй — Ребекка Нейман
- О. Т. Фагбенли — Кэмерон Лотнер
- Роберт Эмметт
- Крикет Браун — Хлои Морган
- Америка Феррера
- Питер Джейкобсон — Боб Пэлтроу[4]

## Создание и оценки
Работа над сериалом началась в 2020 году. Шоураннерами стали Гленн Фикарра и Джон Рекуа, главные роли получили Джаред Лето и Энн Хэтэуэй. Кроме них, в состав актёрского коллектива вошли О. Т. Фагбенли, Роберт Эмметт, Крикет Браун, Америка Феррера. 23 января 2022 года появился трейлер сериала. Премьерный показ начался 18 марта 2022 года на стриминговом сервисе Apple TV+: в первый день появились первые три серии, а пять оставшихся выходили по одной в неделю.
На сайте-агрегаторе отзывов Rotten Tomatoes сериал получил рейтинг 65 % при средней оценке 6.8/10, на сайте Metacritic — 64 балла из 100. Наоми Фрай из The New Yorker назвала шоу «по-настоящему забавным» и высоко оценила игру Лето, но отметила, что в деловых сценах, которые становятся всё более частыми к финалу, не хватает драматизма. Некоторые рецензенты раскритиковали сценарий за игнорирование серьёзных проблем, связанных с историей WeWork.